# Oliwia Kiołbasa
Oliwia Kiolbasa (en polonais : Oliwia Kiołbasa née le 26 avril 2000 à Augustów, en Pologne)  est une joueuse d'échecs polonaise. Au 1er mars 2016, elle est la sixième joueuse polonaise avec un classement Elo de 2348.

## Carrière

### Palmarès individuel chez les jeunes
Oliwia Kiolbasa est remarquée lors des compétitions polonaises entre jeunes. En 2008, à Karpacz, remporte la médaille d’or lors du championnat de Pologne d’échecs dans la catégorie des filles de moins de huit ans. Elle remporte ensuite d’autres médailles dans diverses catégories d’âge : médaille d’or en 2010 dans la catégorie des filles de moins de 10 ans lors d’un championnat qui se déroule à Wisla, médaille de bronze en 2011 dans la catégorie des filles de moins de 12 ans lors d’une compétition qui se déroule à Mielno, médaille d’argent en 2012 toujours dans la catégorie des filles de moins de 12 ans, à Solina, médaille de bronze en 2013 dans la catégorie des filles de moins de 16 ans dans une compétition qui se déroule à Szczyrk, médaille d’or en 2015, dans la catégorie des filles de moins de 18 ans, dans une compétition qui se déroule à Karpacz.
Entre 2009 et 2013, elle remporte à plusieurs reprises des médailles aux championnats de Pologne d’échecs rapides et de blitz. En 2014, âgée de 14 ans, elle monte à deux reprises sur le podium lors du championnat de Pologne dans la catégorie des filles de moins de 16 ans : première place lors du championnat de blitz, et deuxième place lors du championnat d’échecs rapides.
En 2015, elle remporte trois médailles au championnat de Pologne dans la catégorie des moins de 18 ans : médaille d’or dans la catégorie classique, médaille d’or en blitz, et médaille d’argent lors du championnat de parties rapides.
En 2010, elle participe au championnat d’Europe d’échecs et devient championne dans sa catégorie, celle des filles de moins de 10 ans. Lors de cette édition qui s’est déroulée à Batoumi, en Géorgie, elle reçoit le titre de maître FIDE de la part de la fédération internationale des échecs (FIDE). En 2011, à Druskininkai, en Lituanie, elle monte sur la deuxième marche du podium lors du championnat d’Europe de parties rapides dans la catégorie des filles de moins de 12 ans.

### Parcours avec la sélection nationale jeune
En 2015, elle est deuxième lors du championnat d’Europe par équipe des jeunes (avec Mariola Woźniak) et obtient une médaille de bronze pour sa performance individuelle au premier échiquier. La même année, elle termine cinquième lors du championnat du monde d’échecs de la jeunesse dans la catégorie des filles de moins de 16 ans.

### Palmarès en club
En 2014, elle championne de Pologne des clubs des jeunes, avec le club de MUKS « Stoczek 45 » de Bialystok. La même année, elle remporte le championnat de Pologne de blitz dans la catégorie des filles de moins de 16 ans et participe à Durban, en Afrique du Sud, au championnat du monde, dans la catégorie des filles de moins de 14 ans, où elle termine à la deuxième place.

### Titres internationaux décernés par la FIDE
Oliwia Kiolbasa obtient le titre de maître FIDE en 2010 quand elle devient championne d'Europe dans sa catégorie, celle des filles de moins de 10 ans. Six ans plus tard, la FIDE lui décerne le titre de maître international féminin après qu'elle a réalisé les normes correspondantes.
En janvier 2016, elle réalise sa première norme de grand maître international féminin en s’imposant lors du tournoi international de Cracovie.